# Xín Chải
Xín Chải là một xã thuộc huyện Vị Xuyên, tỉnh Hà Giang, Việt Nam.

## Địa lý
Xã Xín Chải có vị trí địa lý:
- Phía đông giáp các xã Thanh Đức, Thanh Thủy, Phương Tiến
- Phía tây giáp Trung Quốc
- Phía nam giáp xã Lao Chải
- Phía bắc giáp xã Thanh Đức.

Xã Xín Chải có diện tích 23,91 km², dân số năm 2019 là 980 người, mật độ dân số đạt 41 người/km².

## Hành chính
Xã Xín Chải được chia thành 3 thôn, bản: Tả Ván, Nhìu Sang, Nậm Lầu.

## Lịch sử
Sau năm 1975, Xín Chải là một xã thuộc huyện Vị Xuyên.
Ngày 14 tháng 5 năm 1981, Hội đồng Chính phủ ban hành Quyết định 185/1981/QĐ-CP về việc giải thể xã Thanh Hương và sáp nhập xóm Cù Gì Phùng của xã Thanh Hương vào xã Xín Chải và tách xóm Tà Ván của xã Lao Chải để sáp nhập vào xã Xín Chải.